# 假荜拔
假荜拔（学名：Piper retrofractum）是胡椒科胡椒属的植物。分布在印度尼西亚、越南、泰国、马来西亚、菲律宾、印度以及中国大陆的广东等地，其果實可以作為香料，在辣椒引入前曾是東南亞飲食的常見調味料之一。